# Mémorial de la Résistance allemande
Le mémorial de la Résistance allemande (en allemand : Gedenkstätte deutscher Widerstand) est un mémorial, une exposition permanente et un centre de recherches dédiés à la résistance allemande au nazisme, situé à Berlin, dans le Bendlerblock. Depuis 1991, le politologue Johannes Tuchel est le directeur de l'institution éducative.
C'est au Bendlerblock qu'ont été exécutés, dans la cour intérieure, des membres du réseau de l'attentat du 20 juillet 1944 ; néanmoins, le mémorial est dédié à la résistance allemande dans son ensemble. Il comprend également le site des exécutions à la prison de Plötzensee et le musée dans l'ancien atelier d'Otto Weidt, le Mémorial des héros silencieux.

## Histoire

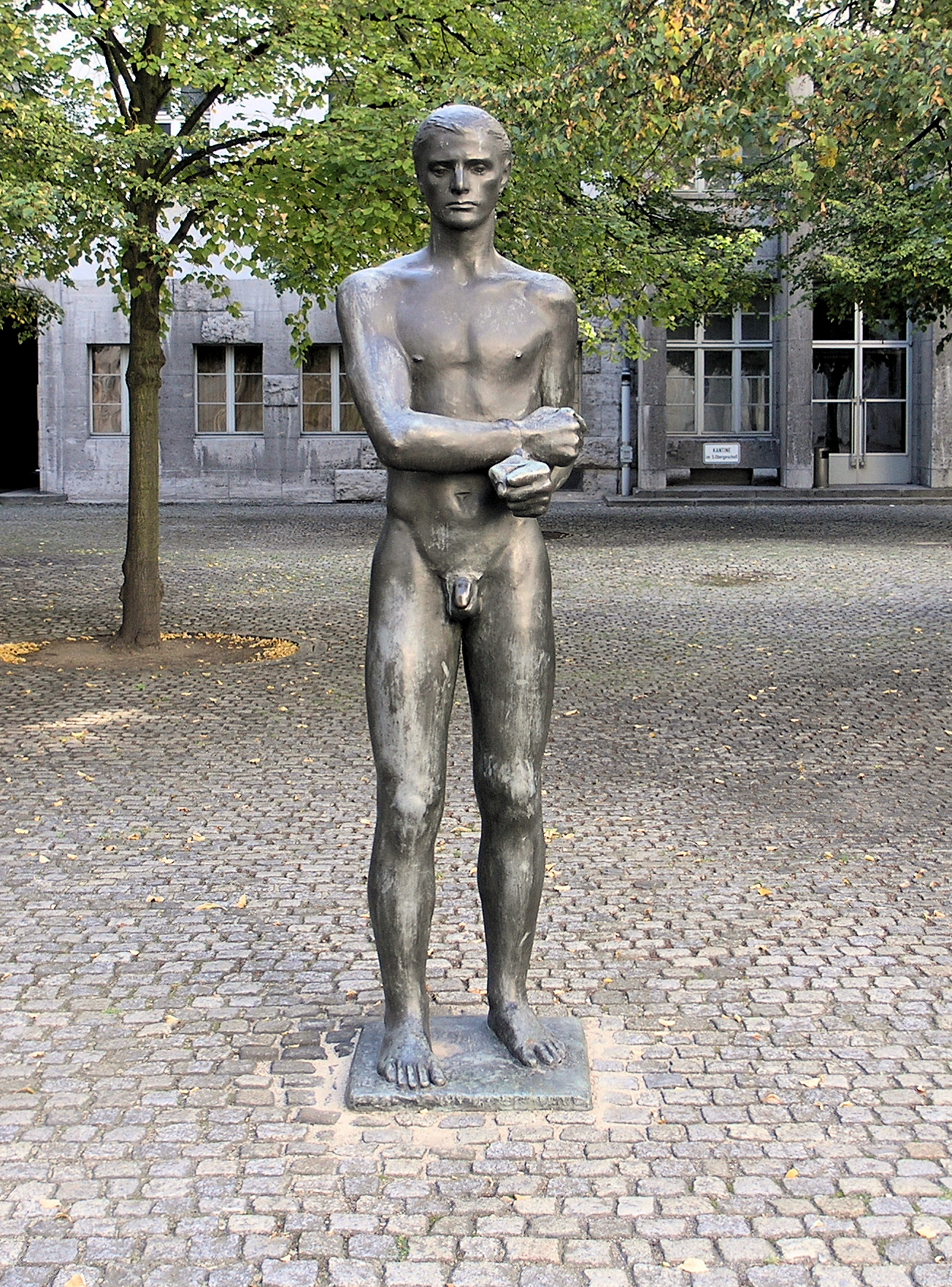
Statue, par Richard Scheibe.

La cour du Bendlerblock était l'endroit où Ludwig Beck, Friedrich Olbricht, Claus von Stauffenberg, Albrecht Mertz von Quirnheim et Werner von Haeften, résistants du 20 juillet 1944, ont été arrêtés et fusillés. Huit ans après, le 20 juillet 1952, la veuve de Friedrich Olbricht a posé la première pierre du mémorial qui fut modifié et agrandi de nombreuses fois au cours des temps. Le maire de Berlin, Ernst Reuter, en prenant part à la mémoire au 20 juillet 1953, inaugure la statue dans la cour intérieure. Une plaque commémorative posée en 1962 mentionne les officiers fusillés.
C'est le sénat de Berlin qui en 1967, sur la demande d'anciens résistants, décide l'ouverture d'un lieu de mémoire informatif. Une exposition ouvre le 20 juillet 1968, et est agrandie en 1979. L'exposition permanente est en place depuis 1989.

## Exposition permanente
Restructurée en 2014, l'exposition comprend plus d'un millier de photographies et de documents répartis en dix-huit thèmes présentant les différentes facettes de la résistance, depuis les destins individuels jusqu'aux groupes constitués, mettant l'accent sur sa diversité : la résistance du mouvement ouvrier, des chrétiens, des artistes, des intellectuels, des Juifs, des Sinti et des Roms, le parcours de Georg Elser, l'attentat du 20 juillet 1944, la Rose blanche, l'Orchestre rouge, et également les formes de résistance en exil.